# Национальная премия Украины имени Тараса Шевченко
«Национа́льная пре́мия Украи́ны и́мени Тара́са Шевче́нко» (укр. «Національна премія України імені Тараса Шевченка»), также Шевче́нковская пре́мия — государственная награда Украины в гуманитарной сфере, наивысшее творческое отличие за весомый вклад в развитие культуры и искусства. Названа в честь украинского поэта и художника Тараса Григорьевича Шевченко. Учреждена в 1961 году и присуждается по настоящее время.
Согласно положению о премии она «… устанавливается для награждения за известные произведения литературы и искусства, публицистики и журналистики, которые являются высшим духовным достоянием украинского народа, утверждают высокие гуманистические идеалы, приумножают историческую память народа, его национальное достоинство и самобытность.»
Решение о присуждении премии принимает президент Украины на основании предложений Комитета по Национальной премии Украины имени Тараса Шевченко.

## История награды
Республиканская премия имени Т. Г. Шевченко основана Постановлением Совета Министров УССР от 20 мая 1961 года № 646. Ею награждали известных деятелей искусства за высокоидейные и высокохудожественные произведения и работы в сфере литературы, изобразительного и театрального искусства, музыки, кинематографии.
Первые Диплом и Почетный знак лауреата были вручены 9 марта 1962 года Павлу Тычине, Олесю Гончару в отрасли литературы и Платону Майбороде в музыкальной отрасли.
23 апреля 1969 года Постановлением № 285 ЦК КПУ и Совета Министров УССР создан Комитет по Государственным премиям Украинской ССР имени Т. Г. Шевченко в отрасли литературы, искусства и архитектуры при Совете Министров УССР и установлено пять ежегодных премий. С 1976 года количество премий увеличилось до восьми.
С 1988 года премии по архитектуре начал присуждать отдельно созданный Комитет. В период с 1969 по 1988 год было присуждено 22 премии в отрасли архитектуры.
С 1982 года одна премия из девяти присуждалась за лучшее произведение литературы и искусства для детей и юношества. Лауреатами в этой номинации стали:
- Георгий Якутович — за иллюстрации к книгам «Повесть временных лет», «Слово об Игоревом походе», «Карбы. Чичка. Преступника поймали» М.Черемшины, «Козак Голота»" М.Пригары (1983),
- Николай Винграновский — за сборники произведений для детей «Летнее утро», «Летний вечер», «Ласточка возле окна», «Спокойной ночи» (1984).
- Евгений Гуцало — за повесть «Саййора», сборник рассказов «Пролетали лошади» (1985);
- Попенко Д. П., Лось Л. Ф. — архитекторы, Пухова И. П. — инженер-конструктор — за комплекс Республиканского научно-методического центра охраны здоровья матери и ребёнка (1985).
- Михаил Беликов — автор сценария, режиссёр-постановщик, Василий Трушковский — оператор-постановщик, Алексей Левченко — художник-постановщик — за фильмы «Ночь коротка», «Какие мы были молодые» Киевской киностудии художественных фильмов им. А.П.Довженко (1986).
- Алексей Дмитренко — за художественно-документальную повесть «Аист» (1987).
- Владимир Дахно — режиссёр-постановщик, Эдуард Кирич — художник-постановщик, Анатолий Гаврилов — кинооператор — за цикл мультипликационных фильмов о приключениях запорожских козаков, созданных на Киевской киностудии научно-популярных фильмов (1988).
- Народная самодеятельная хоровая капелла мальчиков и юношей «Дударик» Львовского областного Дома учителя — за концертные программы последних лет (1989).
- Дмитро Белоус — за сборник стихотворений «Диво калиновое» (1990).
- Иван Билык — за исторический роман «Золотой Ра» (1991).
- Александр Костин — за оперу-сказку «Золоторогий олень», балет «Русалочка» (1992).
- Ярема Гоян — за повесть «Тайна Лесиковой скрипки» (1993).
- Алена Апанович — за книгу "Гетьманы Украины и кошевые атаманы Запорожской Сечи (1994).
- Олесь Лупий — за роман «Падение давней столицы», повесть «Гетьманская булава» (1994).
- Богдан-Юрий Янивский — за цикл музыкальных произведений большой формы для детей: оперу «Царевна Жаба»; мюзиклы «Лис Никита», «Перстень соблазна», «Том Сойер» (1996).

Посмертно премия была присуждена прозаику Григорию Тютюннику (1963), композитору и хоровому дирижёру Григорию Веревке (1968), композитору Борису Лятошинскому (1971), архитектору Петру Жилицкому (1971), композитору Борису Шостаковичу (1976), журналисту Абраму Фриману (1977), писателю и киносценаристу Василию Земляку (1978), киноактеру Ивану Миколайчуку (1988), писателю Григору Тютюннику (1989), поэту Василию Стусу (1991), кинорежиссёру Владимиру Костенко (1991), кинорежиссёру Сергею Параджанову (1991), писателю Борису Антоненко-Давидовичу (1992), поэту, публицисту и прозаику Ивану Багряному (1992), журналистке Лидии Коваленко и писателю Владимиру Маняку (1993), литературному критику и диссиденту Ивану Свитлычному (1994), художнику Виктору Зарецкому (1994), композитору Владимиру Ивасюку (1994), поэту Василию Симоненко (1995), искусствоведу Вере Свенцицкой (1995), переводчику-полиглоту Григорию Кочуру (1995), живописцу Ивану Задорожному (1995), певцу Назарию Яремчуку (1996), художнику-монументалисту Ивану Литовченко (1998), кинооператору Вилену Калюте (2000), поэту Борису Нечерде (2000), театральному деятелю Василию Рябенькому (2014).
Премии был дважды удостоен художник Григорий Якутович. Первый раз в 1983 году за иллюстрации к книгам «Повесть временных лет», «Слово об Игоревем походе», «Карбы. Чичка. Преступника поймали» М.Черемшины, «Козак Голота» М.Пригары, во второй раз — в 1991 году вместе с режиссёром-постановщиком Сергеем Параджановым, оператором Юрием Ильенко, исполнительницей главной роли Ларисой Кадочниковой за художественный фильм «Тени забытых предков» Киевской киностудии художественных фильмов им. А.П.Довженко.
Положением о Государственной премии Украины имени Тараса Шевченко № 1146/96 от 29 ноября 1996 года была установлена Малая Государственная премия Украины имени Тараса Шевченко. Просуществовала три года. Её лауреатами стали:
Олесь Ульяненко, писатель (1997), Ольга Нагорная, Михаил Дидык, артисты (1998); Богдан Мазур, скульптор (1999).
В соответствии с Указом Президента Украины от 27.09.1999 р. № 1228/99 премия получила новое название — «Национальная премия Украины имени Тараса Шевченко». Было установлено, что статус лауреата Государственной премии Украины имени Тараса Шевченко приравнивается к статусу лауреата Национальной премии Украины имени Тараса Шевченко
В течение 1982—2020 годов Шевченковской премией отмечено более 660 лиц и 15 больших и малых коллективов, в частности, Государственная академическая заслуженная капелла УССР «Думка», Черкасский государственный заслуженный украинский народный хор, Государственная заслуженная капелла бандуристов УССР, Народная самодеятельная хоровая капелла мальчиков и юношей «Дударик» Львовского областного дома учителя, Государственная заслуженная капелла Украины «Трембита», зарубежные коллективы — Государственный Кубанский казачий хор, Хор имени А.Кошица (Канада), Капелла бандуристов имени Т.Шевченко (г. Детройт, США) и 6 малых — сестры Байко, трио бандуристок, квартет «Явир», ансамбль «Пикардийская тэрция», струнный квартет им. Лысенко, ансамбль «Даха Браха».
Премией отмечены зарубежные деятели культуры — поэт, переводчик поэзии Тараса Шевченко Николай Тихонов (1964), актёр Владислав Дворжецкий (1975), композитор Дмитрий Шостакович (1976), актёр Вячеслав Тихонов (1980), актёр, режиссёр Сергей Бондарчук (1982), литератор Роберт Конквест (1994), публицист Роман Рахманный (1994), литературовед и искусствовед Юрий Шевелев (Шерех) (2000); поэт Евстахий Лапский (2007), богослов, переводчик Раймонд Турконяк (2007), писательница и переводчица Вера Вовк (2008); литературовед, поэт и переводчик Игорь Качуровский (2006). В последние годы было отмечено творчество режиссёра и хореографа Марии Курочки (2014), писательницы Эммы Андиевской (2017), публициста Сергея Плохия (2018).
Шевченковская премия была присвоена советскому государственному деятелю — Никите Хрущеву в 1964 году. Премия не была вручена.

## Положение о премии

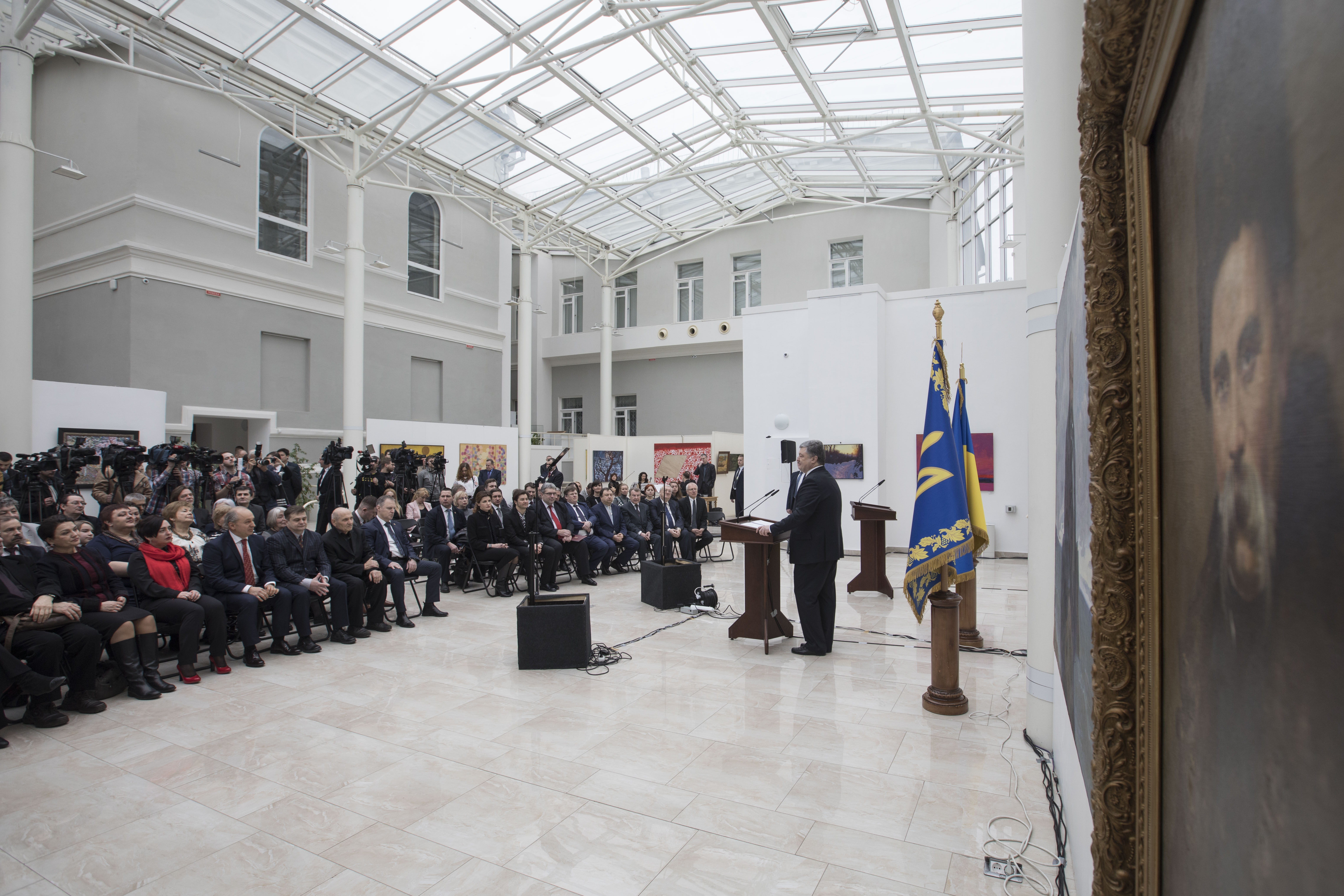
Церемония вручения Национальной премии Украины имени Тараса Шевченко 2017 года

Национальная премия Украины имени Тараса Шевченко является государственной наградой Украины за выдающиеся произведения литературы и искусства, публицистики и журналистики которые являются исключительным духовным достоянием Украинского народа, утверждают высокие гуманистические идеалы, обогащают историческую память народа, его национальное сознание и самобытность.
Присуждение Национальной премии осуществляется согласно указу президента Украины создателям (авторам, исполнителям) новых оригинальных произведений, опубликованных (выпущенных в свет) в течение последних пяти лет, в таких номинациях:
- Литература;
- Публицистика, журналистика;
- Музыкальное искусство;
- Театральное искусство;
- Киноискусство;
- Визуальное искусство;

Ежегодно может присуждаться не более десяти Национальных премий. Выдвижение работ для присуждения премии осуществляется с момента их публикации в течение последних пяти лет, но не ранее, чем за полгода до их выдвижения.
Произведения и работы на соискание Национальной премии Украины имени Тараса Шевченко представляют Министерство культуры и туризма Украины, Национальная академия наук Украины, Академия искусств Украины, творческие союзы и литературно-искусствоведческие объединения Украины. Премия может присуждаться гражданам Украины, других государств и лицам без гражданства.
Национальная премия присуждается автору или исполнителю один раз в течение жизни. Им вручается диплом лауреата премии и почётный знак лауреата. Размер денежной премии устанавливается ежегодно указом Президента Украины. В 2010 году он составлял 130 000 гривен или около 5715 долларов США (по курсу НБУ на ноябрь 2015 года).
Указ президента Украины о присуждении Национальной премии публикуется ежегодно 9 марта в газете «Правительственный курьер» и оглашается по радио и телевидению.
Дипломы и почётные знаки лауреатам Национальной премии вручает президент Украины 9 марта во время торжественного мероприятия, посвящённого дню рождения Тараса Шевченко в Национальной опере Украины (однако в 2010 году президент Украины В. Янукович провёл вручение Шевченковской премии на Чернечей горе в Каневе, где похоронен Шевченко).

## Комитет по присуждению премии
Комитет Национальной премии Украины имени Тараса Шевченко (Шевченковский комитет) является вспомогательным органом, обеспечивающим осуществление президентом Украины его полномочий по награждению премией.
В разные годы Шевченковский комитет возглавляли: драматург, академик Александр Корнейчук (1961—1972), литературовед Николай Шамота (1972—1979), прозаик Павло Загребельный (1980—1987), государственный деятель Мария Орлык (1987—1990), поэт, академик Борис Олейник (дважды: февраль-декабрь 1991 г.), прозаик, академик Олесь Гончар (1992—1995), писатель Владимир Яворивский (1996—1999), литературовед, академик Иван Дзюба (1999—2005), поэт, дипломат Роман Лубкивский (2005—2008), литературовед, академик Николай Жулинский (2008—2010), писатель, дипломат, ученый Юрий Щербак (2016—2019), публицист, тележурналист Юрий Макаров (2019 и до сегодняшнего дня).
Состав комитета, утвержденный Указом Президента Украины от 19 декабря 2019 года № 919/2019
1. Юрий Макаров председатель Комитета, писатель, публицист, телеведущий
2. Тамара Гундорова — заместитель председателя Комитета, литературовед, член-корреспондент Национальной академии наук Украины
3. Дмитрий Богомазов, главный режиссёр Национального академического драматического театра имени Ивана Франко, лауреат Национальной премии Украины имени Тараса Шевченко
4. Владимир Войтенко, киновед
5. Майя Гарбузюк, театровед
6. Ростислав Держипильский, директор и художественный руководитель Ивано-Франковского национального академического драматического театра имени Ивана Франко, лауреат Национальной премии Украины имени Тараса Шевченко
7. Римма Зюбина, актриса театра и кино
8. Татьяна Кочубинская, искусствовед
9. Алла Мазур, телеведущая, тележурналист
10. Любовь Морозова, музыковед, художественный руководитель Государственного академического эстрадно-симфонического оркестра Украины
11. Игорь Панасов, музыкальный критик, журналист
12. Виктор Плоскина, главный дирижёр Киевского муниципального академического театра оперы и балета для детей и юношества
13. Влада Ралко, художник (вышла из состава комитета в 2023 году)
14. Михаил Рашковецкий, искусствовед, арт-критик
15. Юлия Синькевич, генеральный продюсер Одесского международного кинофестиваля
16. Ирина Славинская, литературовед, переводчик
17. Остап Сливинский, поэт, литературовед, переводчик
18. Евгений Стасиневич, литературный критик, литературовед

## Денежная часть
Денежная часть Шевченковской премии составляет (тысяч гривен):
2006—100,
2007—2008 — 130,
2009—160,
2010—130,
2011—250,
2012—2014 — 260,
2015—240,
2016—192,
2017—2018 — 240,
2019—2020 — 200

## Диплом и почетный знак

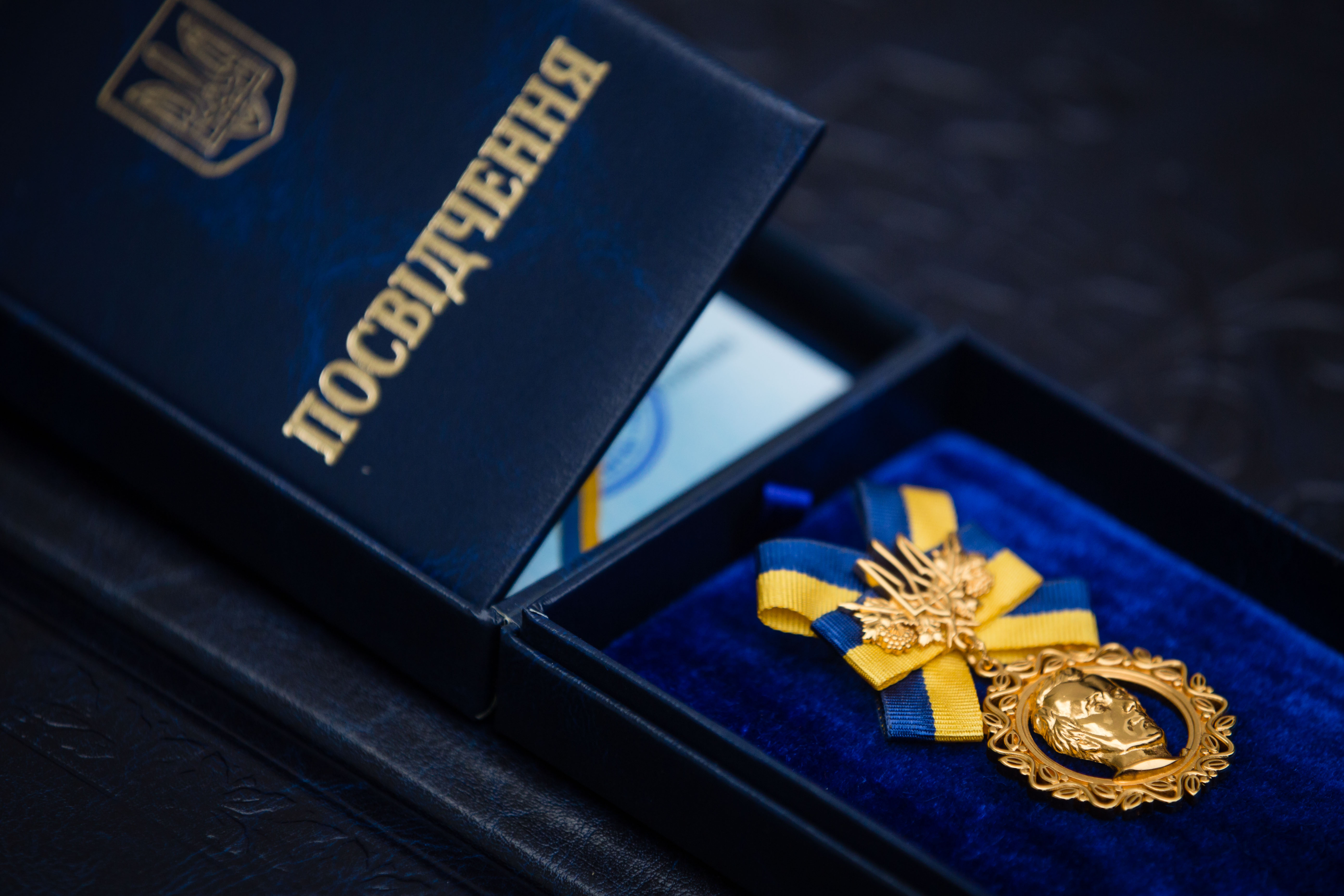
Удостоверение и почетный знак

Диплом лауреата премии представляет собой папку темно-синего цвета, на лицевой стороне которой размещено изображение малого Государственного Герба Украины и расположена надпись «Диплом лауреата Национальной премии Украины имени Тараса Шевченко». По периметру папка окаймлена наличником с тисненным изображением лаврового листка.
Почетный знак лауреата премии изготавливается из жёлтого металла и имеет форму круглой медали с барельефным изображением Тараса Шевченко (автопортрет в молодом возрасте), обрамленного двойными кружками и просечным венком орнамента из растений.

## Лауреаты премии
Отказ Василия Шкляра от премии
Единственный случай отказа от премии произошёл в 2011 году, когда украинский писатель Василий Шкляр отказался от награды. Причиной отказа писатель назвал своё несогласие с тем, что пост министра образования занимает Дмитрий Табачник.

«Уважаемый господин Президент! Свидетельствую Вам своё уважение и прошу Вас учесть в Указе по случаю награждения лауреатов Шевченковской премии мою просьбу о переносе награждении меня Шевченковской премией на то время, когда у власти в Украине не будет украинофоба Дмитрия Табачника. Моя позиция, господин Президент, никак не касается Вас лично, но пока у власти Дмитрий Табачник, я не смогу принять премию.»— Василий Шкляр, украинский писатель.

## «Библиотека Шевченковского комитета»
Комитет по Национальной премии Украины имени Тараса Шевченко, в 2002 году основал серию изданий «Библиотека Шевченковского комитета» (сокращенно «БШК»). В этой серии осуществляются репрезентативные переиздания произведений Шевченковских лауреатов разных годов в рамках бюджетной программы «Украинская книга». За это время было издано 110 разных книг с прозаическими, поэтическими, драматургическими, литературно-критическими, публицистическими, музыкальными и искусствоведческими произведениями таких талантливых мастеров слова как Михаил Стельмах, Павло Тычина, Владимир Сосюра, Олесь Гончар, Андрей Малышко, Петр Панч, Василий Симоненко, Василий Стус, Платон Воронько, Василий Земляк, Борис Антоненко-Давидович, Николай Винграновский; деятелей искусства: Сергей Якутович, Николай Стороженко, Андрей Чебыкин, Богдан Ступка; композиторов: Платон Майборода, Евгений Станкович, Мирослав Скорик, Олеся Дычко и др.

## Шевченковская премия в нумизматике
12 мая 2011 года Национальным банком Украины была введена в оборот памятная монета номиналом 5 гривен, посвящённая празднованию 50-летия основания Национальной премии Украины имени Тараса Шевченко.
На аверсе монеты размещён сверху малый Государственный Герб Украины и надпись полукругом — НАЦИОНАЛЬНЫЙ БАНК УКРАИНЫ, внизу номинал — 5 ГРИВЕН, справа от которого — логотип Монетного двора Национального банка Украины и год чеканки монеты — 2011; композицию, что символизирует номинации (направления) Национальной премии Украины имени Тараса Шевченко — развернутая книга, перо, палитра, кисти и на стилизованном фоне строчки из стихов Тараса Шевченко «І мертвим, і живи…» «…Учітесь, читайте, І чужому научайтесь, Й свого не цурайтесь», а также факсимиле Т. Шевченко.
На реверсе монеты размещено: портрет Шевченко Т. Г. (справа), надпись — 50 ЛЕТ НАЦИОНАЛЬНОЙ ПРЕМИИ УКРАИНЫ ИМЕНИ ТАРАСА ШЕВЧЕНКО (слева), внизу — стилизованная ветка.